# Trachypoma macracanthus
Trachypoma macracanthus (Günther, 1859), unica specie del genere Trachypoma, è un pesce d'acqua salata appartenente alla famiglia Serranidae.